# Bijela (Herceg Novi)
Bijela es una localidad de Montenegro perteneciente al municipio de Herceg Novi en el suroeste del país.
En 2011 tenía una población de 3691 habitantes, de los cuales 1645 eran serbios y 1441 eran montenegrinos.
Es una localidad costera de las bocas de Kotor. Se ubica unos 7 km al este de la capital municipal Herceg Novi.
Alberga el Astillero Adriático de Bijela (Jadransko brodogradilište Bijela), el astillero de mantenimiento y reparaciones más importante del país.

## Demografía
La localidad ha tenido la siguiente evolución demográfica:
| Gráfica de evolución demográfica de Bijela entre 1948 y 2003 |
|                                                              |